# 前马克思主义共产主义
在1848年卡尔·马克思和弗里德里希·恩格斯将共产主义定义为一种政治运动之前，已经存在一些可以被称为“共产主义实验”的类似思想。马克思将人类最初的狩猎采集社会视为“原始共产主义”；他指出，只有在人类具备生产剩余产品的能力后，私有制才随之产生。
马克思主义产生前的共产主义还包括宗教共产主义（如基督教共产主义）、空想社会主义等。